# Paracrocodylomorpha
Paracrocodylomorpha je klada pseudosuhijskih arhosaura. Klada uključuje raznoliku i neobičnu grupu Poposauroidea, kao i generalno mesožderske i četvoronožne članove Loricata, uključujući moderne krokodile. Paracrocodylomorpha je imenovao paleontolog J. Mihael Pariš 1993. godine, iako se sada smatra da grupa obuhvata više reptila nego što je njegova prvobitna definicija nameravala. Najnovija definicija Paracrocodylomorpha, kako je definisao Sterling Nesbit 2011. godine, je „najmanje inkluzivna klada koja sadrži Poposaurus i Crocodylus niloticus (nilski krokodil). Većina grupa parakrokodilomorfa je izumrla na kraju trijasnog perioda, izuzetak su krokodilomorfi, od kojih su krokodilijani kao što su krokodili i aligatori evoluirali u drugom delu mezozoika.